# Максим III Јерусалимски
Свети Максим Јерусалимски (Максим III Јерусалимски) је био ранохришћански светитељ и епископ Јерусалима око  333. године до његове смрти 347. године. Био је трећи епископ Јерусалима по имену Максим, а друга двојица су била у другој половини 2. века.
Током једног од прогона хришћана свог доба био је мучен због своје хришћанске вере, па је тако постао познат као исповедник, иако се савремени извори не слажу да ли се то догодило у време владавине Галерија Максимијана или владавине савладара Диоклецијана и Максимијана. Био је свештеник у Јерусалиму, а Созомен сведочи да је био толико популаран у народу због доброг карактера и по томе што је био исповедник да је народ инсистирао када је Свети Макарије покушао да га постави за епископа Лиде (познатог и као Диосполис). по његовом задржавању у Јерусалиму. По Макаријевој смрти Максим је постао епископ Јерусалима и био је присутан 335. године на првом Сабору у Тиру и потписао је саборску осуду Атанасија. Током Атанасијевог повратка из изгнанства, око 346. године, Максим је сазвао синод у Јерусалиму од шеснаест палестинских епископа који су дочекали Атанасија. Сократ Схоластик је записао да је Максим „вратио заједништво и чин“ Атанасију, Атанасије је добио подршку у борби против аријанаца, а Максим је унапредио жељу јерусалимских епископа да њихова столица по статусу буде једнака митрополитској столици у Цезареји, што је касније остварено у 451. године.
Максима је на месту епископа јерусалимског наследио свети Кирил, иако је процес нејасан. Созомен и Сократ кажу да су Максима свргнут у корист Кирила од стране Акакија из Цезареје и Патрофила из Скитопоља, оба аријанца. Јероним уместо тога каже да је Максимов намеравани наследник био Ираклије, кога је Максим именовао на самртној постељи, али да су Акакије и Кирил свргли Ираклија и учинили Кирила епископом. Руфин помиње само да је хиротонија на неки неодређен начин била „неправилна”. Без обзира на то како је дошло до сукцесије, Кирил и Акакије ће постати огорчени непријатељи током наредних неколико година, не слажући се како у аријанској контроверзи тако и у погледу првенства и права сваке столице.
Православна црква прославља светог Максима 9. маја и 26. августа.